# Sorociînka, Krîve Ozero
Sorociînka (în ucraineană Сорочинка) este un sat în comuna Trîdubî din raionul Krîve Ozero, regiunea Mîkolaiiv, Ucraina.

## Demografie
Componența lingvistică a localității Sorociînka
     Ucraineană (100%)
Conform recensământului din 2001, toată populația localității Sorociînka era vorbitoare de ucraineană (100%).